# 日本真空学会
日本真空学会（にほんしんくうがっかい、The Vacuum Society of Japan）は、真空技術及びその応用分野の発展、向上を計ることを目的として1958年に設立された団体である。2018年4月1日付けで公益社団法人日本表面科学会に吸収合併され、公益社団法人日本表面真空学会となった。個人会員（大学等に所属する研究者など）と法人会員（メーカー等）の双方で構成されていた。

## 本部事務局所在地
- 東京都港区芝公園3-5-8機械振興会館306号室

## 関連分野
真空、表面、薄膜はもちろん、金属、機械、光学、化学、原子力、宇宙工学、電子工学等の広い分野となっている。

## 部会
各部会は定例的に部会を開き情報交換や発表などを行なっている。各部会の活動報告に付いてはウェブサイトで閲覧することが出来る。
- 研究部会
- 規格・標準部会
- 編集部会
- 産業部会
- スパッタリングおよびプラズマプロセス技術部会
- 教育部会
- 広報部会

## 資格認定
日本真空工業会と協同で平成15年より真空技術者の資格認定を行なっている。

## 沿革
- 1958年7月 - 真空技術研究会と真空機器協会とが合併し真空協会を設立。
- 1974年 - 日本真空協会へ改称。
- 2011年2月16日 - 一般社団法人として法人格を取得[2]。
- 2012年2月28日 - 一般社団法人日本真空協会から一般社団法人日本真空学会へ改称[3]。
- 2018年4月1日 - 公益社団法人日本表面科学会との吸収合併により消滅。